# 第二次産業革命
第二次産業革命（だいにじさんぎょうかくめい、英: Second Industrial Revolution）は、産業革命の第二段階を表現するために、歴史家によって用いられる言葉である。時代区分ははっきりと定められているわけではないが、おおむね1860年代後半ないし1870年代初頭から第一次世界大戦前（1914年）までの期間を指す。イギリス以外にドイツ、フランスあるいはアメリカ合衆国の工業力が上がってきた期間であり、イギリスとの相対的な位置付けでこれらの国の技術革新を強調する時に用いられる。
この時代には、化学、電気、石油および鉄鋼の分野（重化学工業）で技術革新が進んだ。消費財の大量生産という仕組み面の発展もあり、食料や飲料、衣類などの製造の機械化、輸送手段の革新、さらに娯楽の面では映画、ラジオおよび蓄音機が開発され、大衆のニーズに反応しただけでなく、雇用の面でも大きく貢献した。しかし、その生産の拡大は長びく大不況 (1873年-1896年) といわゆる新帝国主義に繋がる要素も持っていた。

## 時代の定義
第二次産業革命は、技術や社会的な見地から見てイギリスに始まった産業革命とここで区切られると言うようなはっきりしたものがある訳ではないが、産業革命の第二段階として定義されている。実際に19世紀の中頃からという説があり、この時期は鉄道や蒸気船が発達し、鉄鋼業ではベッセマー法やジーメンスの平炉という大きな技術革新が起こった時であり、その始まりは1871年に始まる10年間とされている。
アメリカ合衆国では、トーマス・エジソン、ニコラ・テスラおよびジョージ・ウェスティングハウスを先駆けとする電気の利用、およびフレデリック・テイラーによって推奨された科学的管理法は、世界に先行するものであった。
過去に、「第二次産業革命」という言葉が大衆紙や技術者、実業家によって使われることがあったが、これは第一次世界大戦後に新しい技術が拡がったときの変化を言ったものだった。原子力の危険性と恩恵に関する議論の盛り上がりは、宇宙開発によるものよりも大きく長く続いたが、どちらも（個別にあるいは共に）もう一つの産業革命に導いたと認識されている。21世紀の初めには、分子ナノ技術が社会に与える仮説的予想効果を表現するときに「第二次産業革命」という言葉が使われた。この命題での最近のシナリオは、ナノ製造技術が今日の製造工程の大半を時代遅れにするものであり、経済のあらゆる面で衝撃を生むというものである。

## 技術の革新
この時代に、注目すべき発明といえば、蒸気動力の回転式印刷機が挙げられる。これは19世紀初めに発明された無限巻き取り製紙機の発明から発展してきたものであった。機械的植字ではライノタイプとモノタイプが導入されて革新が起こった。これらの革新の意味するところは、少なくともイギリスでは知識の普及であり、1870年代に紙に掛かっていた関税が撤廃され、生産コストも安くなったことで、技術関連のジャーナリズムや定期刊行物の成長が促進されたことによっていた。
この時代には、発明やその応用がそれ以前の時代よりもより広く普及された。アメリカにおいては工具の発展もあり他の機械で使う精密部品の製造を可能にした。消費財の生産のために製造ラインという考え方も取り入れられた。

## 原動機
18世紀にイギリスで開発され適用された蒸気機関は、ヨーロッパ諸国やアメリカ、日本には産業革命の進行と共に19世紀を通じてゆっくりと輸出されていった。これとは対照的に第二次産業革命においては、幾つかの国において内燃機関の実用化が進み、その概念に関する普及も速く進んだ。1例を挙げれば、最初の石炭ガスで動かす内燃機関はフランスのエティエンヌ・ルノワールが開発したが、軽工業での固定式の動力として限られた応用しかなされなかった。
1870年代のフランスでは原始自動車の駆動力として内燃機関を適用する試みが行われていたが、量産までには至らなかった。燃料として石炭ガスの代わりに石油を使って革新を遂げたのはドイツのゴットリープ・ダイムラーであり、これが数年後には自動車に適用され、1890年代から1900年代にはイタリアやフランスなどのヨーロッパ諸国やアメリカ、日本などの工業国で内燃機関を使った自動車の生産が始まった。間もなくアメリカのヘンリー・フォードが、1908年にデビューした「フォード・モデルT」により内燃機関を大量生産して社会に大きな衝撃を与えた。
2サイクル石油内燃機関はイギリスの技師ジョセフ・デイによって発明されたが、この特許をアメリカの起業家に使用許可し、それが直ぐに「貧乏人の足」オートバイ、モーターボートやポンプになって、電力が普及する前には小さな工場の安価で信頼できる駆動力ともなった。

## ドイツ帝国
ドイツ帝国は、この第二次産業革命の間にイギリスに変わってヨーロッパの主要工業国にのし上がった。これには3つの要因が働いていた
1. ドイツは工業化ではイギリスの後を追ったが、その工場などはイギリスのものを模倣することで資本、労力および時間を節約できた。ドイツが最新の技術を使うことができたのに対し、イギリスは高価で時代遅れの技術を使い続けたので、せっかく科学的な進歩があってもその成果を自由に使えなかった。
2. 化学や基礎研究の発展については、ドイツの方がイギリスよりも多くを投資できた。19世紀末のルドルフ・ディーゼルによるディーゼル機関の発明も産業の効率化に大きく貢献した。
3. ドイツのカルテル（企業連合）の仕組みが効率的に集約され、流動資産も効果的に利用できた。

1870年から1871年の普仏戦争の結果としてドイツはフランスから賠償金を手に入れており、それで鉄道のような基盤施設に大量投資できたという説もある。その結果、新しい製鉄技術を使い輸送機関を使って大市場に製品を供給できた。ドイツはアルザス＝ロレーヌ地方の併合に続いて、多くの大工場も手に入れた。

## 工場労働者
第二次産業革命の時代は、先の産業革命の時に似て、かなりの数の都市労働者が工場労働者に転換されており、他には収入の道がないために、失業が日常のことであり、低賃金や身売りが日常化した。またホワイトカラー労働者の数も顕著に増えており、労働組合に参加する者の数も増えた。